# 貴人趙氏 (朝鮮英祖)
貴人趙氏（1707年—1780年），朝鮮英祖的後宮嬪御，本貫豐壤，父親為趙台徵，母親為密陽朴氏。

## 生平
趙氏生於肅宗三十三年十月十六日，十歲入宮為宮女，英祖十一年（1735年）受封淑媛，直到英祖四十七年（1771年）與昭媛文氏一同陞為淑儀，正祖二年（1778年）進封貴人，於正祖四年十月五日過世，享壽七十四歲（虛歲）。為英祖育有兩女，庶八女早夭，庶十女為和柔翁主。

## 家庭
| 关系   | 姓名     | 生卒年     | 封号/职位 | 备注         |
| ------ | -------- | ---------- | --------- | ------------ |
| 长女   |          | 1735－1736 | 翁主      | 早卒         |
| 次女   |          | 1740－1777 | 和柔翁主  |              |
| 女婿   | 黃仁點   |            |           | 和柔翁主之夫 |
| 外孙   | 黃基玉   |            |           |              |
| 外孙女 | 昌原黄氏 |            |           | 适金濟萬     |

## 附註
1. ↑  《貴人豐壤趙氏墓表》……貴人以丁亥十月十六日生，十歲入爲宮人。……
2. ↑  .   [2024-09-11]. （原始内容存档于2024-09-11）.
3. ↑  .   [2017-05-28]. （原始内容存档于2021-01-28）.
4. ↑  《貴人豐壤趙氏墓表》上之四年庚子冬十月五日，貴人趙氏卒，享年七十四。……